# Nicoletto Vernia
Nicoletto of Paolo Nicola Vernia (Chieti, circa 1420 – Vicenza, circa 1499) was hoogleraar natuurfilosofie (1465-1499) van de universiteit van Padua, in de republiek Venetië. Hij was aanhanger van het averroïsme, net zoals andere filosofen dat waren in Padua tijdens de middeleeuwen. 

## Levensloop
Vernia was student filosofie in Padua door in de leer te gaan bij de professoren Paolo della Pergola en Gaetano da Thiene. Vernia werd opgenomen in de heersende stroming averroïsme, waarin scholastici, en dus roomse geestelijken, het seculier gedachtegoed van Averroes overnamen. Dit gaf hen een eigen interpretatie aan de werken van de Oudgriekse filosoof Aristoteles. Vernia werd met andere woorden een kenner van de werken van Aristoteles. Vernia studeerde af in de artes in 1452 en doctoreerde in de filosofie (1458). Hij bleef verbonden aan de universiteit. Later, in 1465, verwierf hij de leerstoel natuurfilosofie. Zijn publicaties behandelden het onderwijs, met name het onderwijs van natuurkundige fenomenen. Zo was er bijvoorbeeld in 1481 Quaestio an coelum sit ex materia et forma constitutum vel non, een sterrenkundige bespreking.
In 1489 dreigde Pietro Barozzi, bisschop van Padua, met excommunicatie van de averroïstische filosofen. Barozzi was het niet eens met de Aristoteliaanse visie van een enkel intellect dat uniek is voor de hele mensheid. Vernia nam bijgevolg afstand van het averroïsme door de eenheid van intellect voor de mensheid af te zweren; hij beargumenteerde daarom de onsterfelijkheid van elke ziel afzonderlijk per individu. Dit publiceerde hij in zijn werk Quaestiones de pluralitate intellectus contra falsam et ab omni veritate remotam opinionem Averroys et de animae felicitate (1492).
Andere aspecten van het averroïsme behield hij, onder meer het onderscheid tussen natuurfilosofie en metafysica of dogma’s. De leerlingen die Vernia opleidde, waren bijgevolg dragers van een humanistisch ideaal typisch voor de renaissance. Dit was bijvoorbeeld het geval met Pietro Pomponazzi.
Op zijn oude dag verwierf hij het diploma van medicus (1496).
Professor Vernia stierf in Vicenza, waar hij begraven werd in de kerk van San Bortolo.